# Lijst van rijksmonumenten in Maarn
De plaats Maarn telt 24 inschrijvingen in het rijksmonumentenregister. Hieronder een overzicht.
| Object                                                  | Oorspronkelijke functie?  | Bouwjaar                    | Architect                   | Locatie                   | Coördinaten?                 | Nr.?   | Afbeelding                  |
| ------------------------------------------------------- | ------------------------- | --------------------------- | --------------------------- | ------------------------- | ---------------------------- | ------ | --------------------------- |
| Terrein waarin een grafveld                             | Archeologisch monument    | Neolithicum en/of Bronstijd |                             |                           | 52° 3' 31" NB, 5° 20' 44" OL | 45734  | Upload foto                 |
| Terrein waarin twee grafheuvels en een urnenveld        | Archeologisch monument    | Neolithicum en-of Bronstijd |                             |                           | 52° 3' 8" NB, 5° 22' 54" OL  | 45735  | Upload foto                 |
| 't Stort: villa                                         | Woonhuis                  | 1903                        |                             | Amersfoortseweg 7         | 52° 4' 2" NB, 5° 21' 18" OL  | 508980 | Meer afbeeldingen           |
| 't Stort: koetshuis                                     | Bijgebouwen kastelen enz. | 1903-1905                   |                             | Amersfoortseweg 9         | 52° 3' 59" NB, 5° 21' 24" OL | 508981 | Meer afbeeldingen           |
| 't Stort: park en de tuin                               | Tuin, park en plantsoen   | 1903-1905                   |                             | Amersfoortseweg bij 7     | 52° 4' 2" NB, 5° 21' 16" OL  | 508982 | Meer afbeeldingen           |
| 't Stort: hondenkennel en houtopslagloods               | Boerderij                 | 1905-1910                   |                             | Amersfoortseweg bij 7     | 52° 4' 3" NB, 5° 21' 17" OL  | 508983 | Meer afbeeldingen           |
| Huis te Maarn: landhuis                                 | Kasteel, buitenplaats     | 1915-1916                   | Jan Stuyt                   | Amersfoortseweg 22a       | 52° 2' 57" NB, 5° 21' 47" OL | 508985 | Meer afbeeldingen           |
| Huis te Maarn: dienstgebouw                             | Bijgebouwen kastelen enz. | 1915                        | Jan Stuyt                   | Amersfoortseweg 44a       | 52° 2' 55" NB, 5° 21' 40" OL | 508986 | Meer afbeeldingen           |
| Huis te Maarn: park- en tuinaanleg                      | Tuin, park en plantsoen   | 1906                        | P.H. Wattez                 | Maarnse Grindweg bij 2    | 52° 3' 6" NB, 5° 21' 56" OL  | 508987 | Meer afbeeldingen           |
| Huis te Maarn: tennisbaan                               | Sport en recreatie        | 1915-1930                   |                             | ter zijde van koetshuis   | 52° 2' 57" NB, 5° 21' 36" OL | 508988 | Huis te Maarn: tennisbaan   |
| Huis te Maarn: waterput, de zogenaamde "Bentheimer put" | Straatmeubilair           | 1920-1930                   |                             | in as achter het landhuis | 52° 2' 54" NB, 5° 21' 44" OL | 508989 | Meer afbeeldingen           |
| Huis te Maarn: tuinbank                                 | Tuin, park en plantsoen   | 1910-1920                   |                             | in as achter het landhuis | 52° 3' 1" NB, 5° 21' 48" OL  | 508990 | Meer afbeeldingen           |
| Huis te Maarn: vogeldrinkbak                            | Tuin, park en plantsoen   | 1775-1800                   | C.M. Clodion                | in tuin voor het landhuis | 52° 2' 58" NB, 5° 21' 49" OL | 508991 | Upload foto                 |
| Huis te Maarn: zonnewijzer                              | Tuin, park en plantsoen   | 1880-1920                   |                             | in tuin voor het landhuis | 52° 2' 58" NB, 5° 21' 50" OL | 508992 | Upload foto                 |
| Huis te Maarn: tweetal leeuwen op sokkels               | Tuin, park en plantsoen   | 1880-1920                   |                             | op de as achter het huis  | 52° 2' 54" NB, 5° 21' 44" OL | 508993 | Meer afbeeldingen           |
| De Hoogt: landhuis                                      | Kasteel, buitenplaats     | 1908                        | J.W. Hanrath                | De Hoogt 6                | 52° 4' 21" NB, 5° 20' 56" OL | 508995 | De Hoogt: landhuis          |
| De Hoogt: tuin                                          | Tuin, park en plantsoen   | 1908                        | D.F. Tersteeg               | De Hoogt bij 6            | 52° 4' 20" NB, 5° 21' 12" OL | 508996 | Meer afbeeldingen           |
| Landeck                                                 | Woonhuis                  | 1922                        | A. Versteegh (aanbouw)      | Dwarsweg 2                | 52° 4' 41" NB, 5° 22' 51" OL | 509002 | Landeck                     |
| Raadhuis van de gemeente Maarn                          | Bestuursgebouw en onderdl | 1925                        | J. Pothoven                 | Raadhuisplein 1           | 52° 3' 44" NB, 5° 22' 13" OL | 509003 | Meer afbeeldingen           |
| Garage annex dienstwoningen                             | Dienstwoning              | 1917                        | J.W. Hanrath                | De Hoogt 2                | 52° 4' 15" NB, 5° 21' 2" OL  | 509007 | Garage annex dienstwoningen |
| Het Berghuisje: hoofdgebouw                             | Kasteel, buitenplaats     | 1837-1840                   | J.D. Zocher jr              | De Laagt 8                | 52° 4' 51" NB, 5° 20' 53" OL | 526387 | Meer afbeeldingen           |
| Het Berghuisje: historische tuin- en parkaanleg         | Tuin, park en plantsoen   | 1837-1850                   | vermoedelijk J.D. Zocher jr | De Laagt bij 8            | 52° 4' 50" NB, 5° 20' 52" OL | 526388 | Meer afbeeldingen           |
| Het Berghuisje: garage                                  | Bijgebouwen kastelen enz. | ca. 1924                    | wellicht Hanrath            | De Laagt bij 8            | 52° 4' 51" NB, 5° 20' 53" OL | 526389 | Upload foto                 |
| Het Berghuisje: schuur van boerderij "De Laagt"         | Bijgebouwen kastelen enz. | ca. 1890                    |                             | De Laagt bij 2            | 52° 4' 51" NB, 5° 21' 16" OL | 526390 | Meer afbeeldingen           |